# Ємельянов Костянтин Владленович
Костянтин Владленович Ємельянов (рос. Константин Владиленович Емельянов, 28 березня 1970, Владивосток, РРФСР, СРСР) — радянський і російський футболіст, що грав на позиції захисника. Після завершення кар'єри футболіста почав тренерську кар'єру. Останнім місцем роботи був російський «Оренбург», який Ємельянов очолював у період з 2019 по 2020 роки.

## Кар'єра

### Клубна
Вихованець владивостоцького футболу. У 1987-1988 роках виступав за місцевий «Луч». У 1989 році перейшов до хабаровського «СКА», де грав рік замість проходження військової служби.
За «Луч» в Першому дивізіоні провів 136 матчів, встановивши клубний рекорд по кількості проведених матчів.
У 1996 році підписав контракт з ФК «Іртиш».
З 1999 року захищав кольори клубу «Газовик-Газпром».
Влітку 2001 року повернувся в «Іртиш», в якому через рік завершив кар'єру. У Вищій лізі Росії провів 29 матчів, забив 1 гол.

### Тренерська
З 2005 року працював у тренерському штабі «Луча-Енергії».
У 2007 — 2009 роках тренував дубль.
У травні 2009 року через незадовільні результати (після 10-го туру в першому дивізіоні клуб йшов на останньому місці) був відправлений у відставку головний тренер Беньямінас Зелькявічюс. Ємельянов був призначений на посаду в. о. головного тренера. 22 травня в першому матчі під його керівництвом була обіграна «Балтика» з рахунком 2:0. В червні того ж року керівництво призначило Костянтина головним тренером команди.
В травні 2011 року Ємельянова знімають з посади головного тренера, а на його місце призначають Сергія Павлова. Втім, Костянтин залишається в тренерському штабі на посаді помічника головного тренера.
В травні 2012 року «Луч» йшов на 17 місці в турнірній таблиці й керівництвом клубу було прийнято рішення розірвати трирічний контракт з Павловим. Ємельянова знову призначають в. о. головного тренера команди до кінця сезону. Втім, часу на виправлення свого становища в турнірній таблиці у клубу майже не було, тому за підсумками сезону команда вилетіла з ФНЛ.
У 2013 році під його керівництвом «Луч-Енергія» повертається в першість ФНЛ. З червня — знову тренер команди.
З 2014 року очолював молодіжну команду «Луча».
З грудня 2016 року знову був призначений головним тренером клубу. Влітку того ж року команду очолив Вальдас Іванаускас, однак після його раптового відходу Ємельянов знову очолив «Луч-Енергію».
З вересня 2017 — помічник головного тренера ФК «Оренбург».
У грудні 2019 року призначений головним тренером «Оренбурга».

## Досягнення
- Переможець Першого дивізіону в зоні «Схід»: 1992